# Юність Максима
«Юність Максима» (рос. «Юность Максима») — російський радянський чорно-білий художній фільм, поставлений на Ленінградської фабриці «Ленфільм» в 1934 році режисерами Григорієм Козинцевим, Леонідом Траубергом.

## Зміст
Дія фільму розгортається у 1910 році. Навколо правоохоронці, робітничий рух за свої права, бійки і навіть убивства. У цей неспокійний період Максим, звичайний робітник, якому була чужа політика і все, що з нею пов'язано, змінює життєві орієнтири, стає одним із тих, хто присвятив себе революції.

## Історія створення
Задум картини з'явився вже наприкінці 1920-х років. До створення сценарію кінематографісти приступили на пряме замовлення ленінградської кінофабрики і настійною рекомендацією ВКП(б). Однією з перших авторами розглядалася наступна сюжетна лінія: «юнак з містечка на західній околиці Російської імперії - участь в Жовтневої революції — кар'єра авторитетного і всесвітньо відомого дипломата ». Для виконання головної ролі міг бути запрошений режисер Державного єврейського театру в Москві Соломон Міхоелс. Джерелом цієї сюжетної лінії стала біографія революціонера-нелегала, а пізніше дипломата та наркома Максима Литвинова (справжнє ім'я - Меєр-Геноха Валлах), життя якого була сповнена різкими поворотами і справжніми пригодами. Однак автори відмовилися від цього задуму, залишивши при цьому лише ім'я героя - Максим.

У 1932 році в газетах повідомили, що Г. Козинцев і Л. Трауберг приступили до створення «великої революційної кінопоеми у трьох серіях». У журналі «Радянське кіно» за 1933 рік були опубліковані уривки з сценарію «Більшовик» (ця назва як робоча прослужила практично весь знімальний період). У першій редакції Максим - худий і тихий, трохи смішний, юнак, який володіє грамотою, непитущий. Серед акторів, які проходили проби на цю роль, подібним вимогам цілком задовольняв Ераст Гарін. Наташею могла стати Олена Кузьміна. З їх участю зняли кілька епізодів, але знімальний процес був зупинений. Авторами був зроблений вибір на користь іншого типажу, персонажа з російського фольклору з набором чорт від лубкового Петрушки до билинного богатиря:
«Юність Максима» — сказовая, фольклорна, хоча і з деякими елементами трагічного, історія про переможного Івана-дурника і Василину Премудру, що потрапили в 10-ті роки XX століття

## Ролі
- Борис Чирков — Максим, молодий робітник
- Степан Каюков — Дьома (Дмитро Савченко), молодий робітник
- Олександр Кулаков — Андрій молодий робітник
- Валентина Кібардіна — Наташа, підпільниця, вчителька у вечірній робочої школі
- Михайло Тарханов — революціонер-підпільник Поліванов, він же Мінін, він же Сивий
- У титрах не вказані:
- Борис Блинов — політв'язень
- Павло Волков — робітник-більшовик
- Ірина Гошева — ув'язнена
- С. Леонтьєв — інженер
- Леонід Любашевський — епізод
- Владимир Сладкопевцев — епізод
- М. Щелковський — майстер

## Знімальна група
- Сценарій і постановка - Григорія Козинцева, Леоніда Трауберга
- Оператор - Андрій Москвін
- Звукооператор - Ілля Волк
- Асистенти - Надія Кошеверова, Хеся Локшина, М. Нестеров
- Партія баяна - М. Я. Макаров
- Художник - Євген Еней (в титрах не вказаний)
- Композитор - Дмитро Шостакович (в титрах не вказаний)
- Звук записаний на апаратурі «КИНАП» системи А. Ф. Шоріна
- Віддруковано копіювальною фабрикою імені 1-го мая
- Фільм відновлений на студії «Мосфільм» в 1965 році

## Відгуки та культурний вплив
Прем'єра картини відбулася 27 січня 1935 року. У перші два тижні тільки в Ленінграді фільм подивилися більше півмільйона глядачів. Успіх в інших містах наростав лавиноподібно. Стрічка отримала тисячі хвалебних рецензій і чудових епітетів і практично відразу стала класикою радянського кінематографа. Несподівано, але про кінофільм були і негативні відгуки. Збірник документів Оргбюро, Секретаріату ЦК ВКП(б), Агітпропа містить наступний «офіційний аналіз» картини: «шлях до більшовизму молодого робітника винайдений досить таки схематично і блідо. Фігура Наташі епізодична. Старий більшовик Поліванов місцями дан цікаво, але „засмічений“ поруч трюків. конференцію та втечу)».

Проте дані критичні зауваження залишилися без наслідків, так як протилежну думку про фільм висловив І. Сталін. Із запису його розмови з керівником кінематографа Б. Шумяцьким про фільм «Юність Максима» під час кіноперегляду 18-19 грудня 1934 року випливає, що всі присутні дуже хвалили режисерську і операторську майстерність і гру акторів. Сталін «особливо виділив блискучі фотографії і хорошу культурну музику, особливо в пролозі, і сольні номери гармоні». Практично дослівно «зразкову» рецензію повторює багато років по тому В. Пудовкін: 
Картина починається вибухом новорічних веселощів в царському Петербурзі. Дивовижна «москвинська» фотографія (оператор Москвін), музика Шостаковича, блискучий монтаж створюють зразок формальної майстерності.
Несподіване визнання своєї високої художньої сили картина отримала в капіталістичних країнах. Вона була заборонена до показу, наприклад, у Франції. В Детройті (США) високий поліцейський чин заявив, що «фільм є радянською пропагандою і може вселити класову ненависть до уряду і соціальному порядку Сполучених Штатів», і на підставі цього заборонив картину до показу. Скасувати це рішення після довгих розглядів зумів лише Верховний суд штату.

## Нагороди
- Перший приз на 1-му Радянському МКФ в Москві в 1935 році.
- Основні творці трилогії про Максима удостоєні Сталінської премії першого ступеня. Лауреати премії: Г. Козинцев, Л. Трауберг, Б. Чирков (1941).
- Приз Національної ради кінокритиків США за найкращий зарубіжний фільм.

## Релізи

### (VHS\DVD)
З початку 1990-х років фільм випущений на VHS кіновідеооб'єднання «Крупний план». Також фільм випущений на VHS студією «48 годин» і «Ленфільм-Відео». 17 березня 2005 року фільм випущений студією «Союз-Відео» на DVD. Також фільм випущений на VHS і DVD компаніями «Майстер Тейп» та «Восток В».